# Haenschiella ecuadorica
Haenschiella ecuadorica är en insektsart som beskrevs av Max Beier 1960. Haenschiella ecuadorica ingår i släktet Haenschiella och familjen vårtbitare. Inga underarter finns listade i Catalogue of Life.